# Adrian R'Mante
Adrian R'Mante (Tampa, 3 febbraio 1978) è un attore e conduttore televisivo statunitense.  È noto soprattutto per aver interpretato il ruolo del fattorino Esteban Ramírez nella serie televisiva Zack e Cody al Grand Hotel.

## Biografia
Mentre si laureava in recitazione alla University of Central Florida, iniziò la sua carriera come presentatore, per conto di Nickelodeon, degli show Game Lab e Slime Time Live. Conclusi gli studi, ottenne nel 1999 una piccola parte nella sitcom americana Profiler. Da qui si fece sempre più notare dal pubblico, ottenendo piccole parti principalmente tra serie televisive per ragazzi e thriller polizieschi (come 24, CSI e Hawaii Five-0) e conquistando la sua maggiore notorietà nella sitcom targata Disney Channel "Zack e Cody al Grand Hotel", dove reciterà per ben 43 episodi.
Contemporaneamente cercherà di creare anche una carriera sul grande schermo, con successi scarsi e prendendo parte in produzioni emergenti o assai modeste.

## Filmografia

### Cinema
- F.A.R.T. – The Movie, regia di Matt Berman (2000)
- All or Nothing, regia di Adisa Jones (2001)
- The Diplomat – cortometraggio, regia di J. L. Davis (2002)
- Truth and Dare, regia di Alpesh Patel (2003)
- Straight-Jacket, regia di Richard Day (2004)
- Life at the resort,  regia di Zander Villayne e Jeff Sable (2011)
- Underground, regia di  Rafael Eisenman (2011)
- Chicken Girls: The Movie, regia di Asher Levin (2017)
- The Adventures of Jubeez: Kid Boss, regia di Francisco Gonzales (2018)
- Twice the Dream, regia di Savannah Ostler (2019)
- Unbelievers, regia di Trevor Smith (2020)
- Even in Dreams, regia di Savannah Ostler (2021)

### Televisione
- Profiler - Intuizioni Mortali – serie TV, episodio 3x16 (1999)
- Moesha – serie TV, episodio 5x6 (1999)
- Battery Park – serie TV, episodi 1x6 1x7 (2000)
- The Huntress  – serie TV, episodio 1x6 (2000)
- Madison Heights  – serie TV, episodi 1x5 1x9 (2002)
- Frasier – serie TV, episodio 11x3 (2003)
- Summerland – serie TV, episodi 1x3, 1x12 (2004)
- Zack e Cody al Grand Hotel – serie TV, 43 episodi (2005-2007)
- Alias  – serie TV, episodio 4x12 (2005)
- JAG -  Avvocati in divisa – serie TV, episodio 10x19 (2005)
- 24 – serie TV, episodio 6x2 (2007)
- CSI - Scena del crimine – serie TV, 4 episodi (2006-2009)
- CSI: NY – serie TV, episodio 4X2 (2007)
- Zack e Cody sul ponte di comando – serie TV, episodio 2x14 (2010)
- NCIS: Los Angeles – serie TV, episodio 6x14 (2015)
- Hawaii Five-0  – serie TV, episodio 7x13 (2017)
- The Haunt – serie TV (2017)
- Magnum P.I. – serie TV, episodio 2x11 (2019)

## Doppiatori italiani
Nelle versioni in italiano delle opere in cui ha recitato, Adrian R'Mante è stato doppiato da:
- Nanni Baldini in Zack e Cody al Grand Hotel, Zack e Cody sul ponte di comando
- Sergio Luzi in 24
- Michele D'Anca in CSI: NY
- Stefano Thermes in NCIS: Los Angeles
- Stefano Macchi in Magnum P.I.